# Fleury (Ardennes)
Pour les articles homonymes, voir Fleury.
Fleury est une localité d'Ambly-Fleury et une ancienne commune française, située dans le département des Ardennes en région Grand Est.
Elle fut érigée en commune en 1790, mais dès l'an II (1793-1794), elle fusionne avec Montmarin pour créer la commune de Fleury-et-Montmarin.

## Histoire
Fleury est un ancien village de Champagne. Elle est érigée en commune du département des Ardennes, en 1790. Dès l'an II (1793-1794), il fusionna avec Montmarin pour créer la commune de Fleury-et-Montmarin. Elle devient le chef-lieu de la nouvelle commune.
Cette dernière commune fut supprimée dès 1830, et son territoire fut partagé en deux :
- le bourg de Fleury a été rattaché à Ambly pour former la commune de Ambly-Fleury,
- la section de Montmarin a été rattachée à la commune de Givry.